# Элефтерна

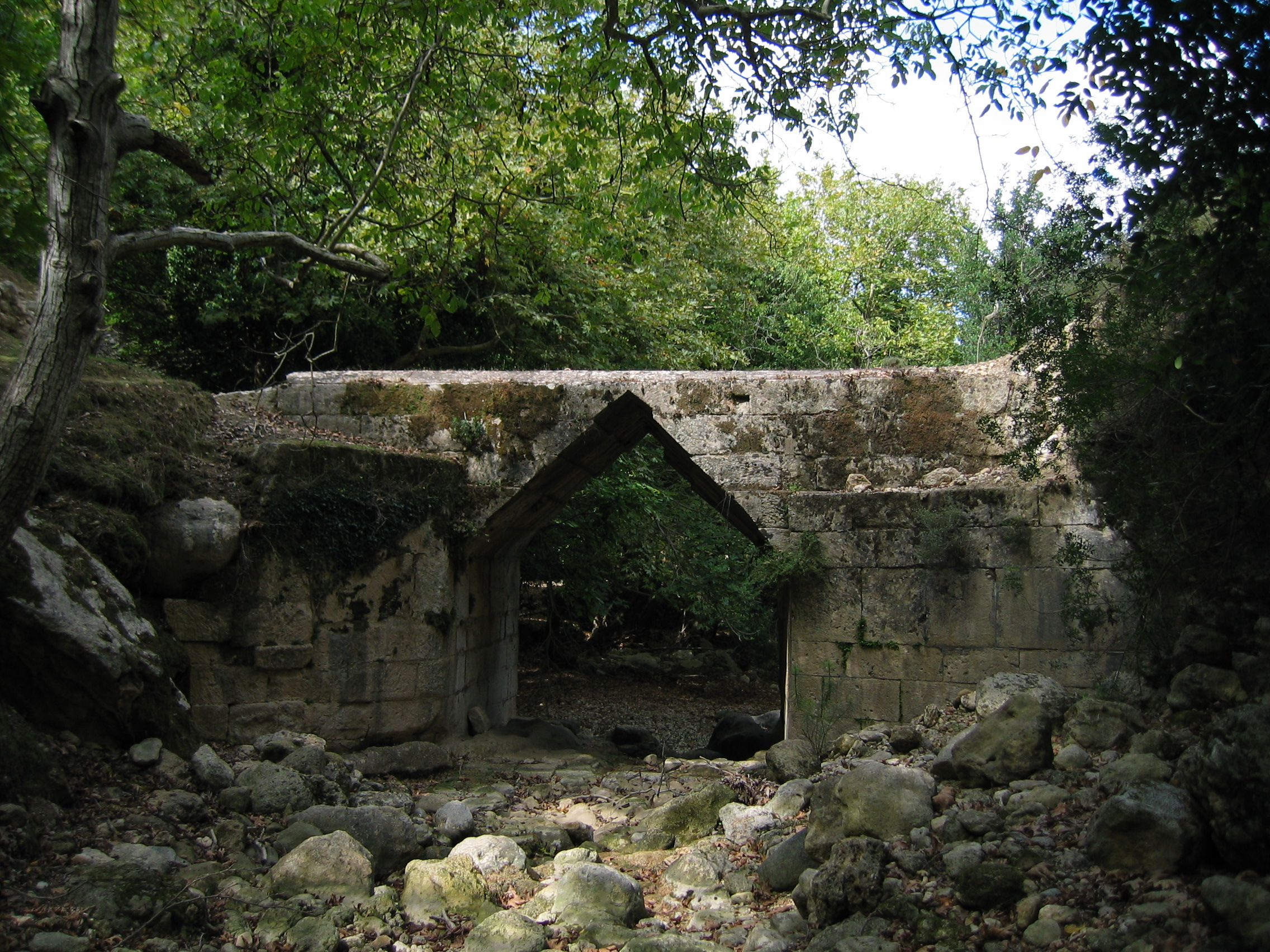
Эллинистический мост недалеко от античного города

Эле́фтерна, Елевферна (греч. Ελεύθερνα), также Аполлони́я (греч. Ἀπολλωνία) — древний полис на Крите в Греции, находившийся в 25 километрах к юго-востоку от Ретимнона на территории современной общины Ретимни в периферийной единице Ретимни в периферии Крит. Идут археологические раскопки этого поселения, расположенного на северном отроге горы Ида, высочайшей горы Крита; поселение процветало с Тёмных веков до заката Византии.
В систематическом элефтернском проекте задействована команда археологов из Критского университета, они начали раскопки в 1984 году. Раскопки показали, что город был построен с чёткой планировкой улиц, святилищ, некрополей, и даже каменоломен в окрестностях холма Прине (Πρινέ).
На протяжении IX века до н. э., в микенский период, в геометрический период поздних греческих Тёмных веков, дорийцы колонизировали этот город на склонах Иды. Город построен на перекрёстке, образованном природными дорогами, так как лежит между Кидонией на северо-западном побережье и Кноссом, между побережьем залива Алмирос Критского моря, где находятся порты Ставроменос (греч. Σταυρωμένος) и Панормо, и великим святилищем на горе Ида, Идейской пещерой. Дорийский город в архаический период, подобный Лато и Дреросу (Δρήρος), современникам.
При римском завоевании Крита в 68/67 году до н. э., прекрасные виллы, бани, и другие общественные здания, показывают, что Элефтерна процветала при Империи, до катастрофического землетрясения 365 года. Елефтерна стала местом пребывания христианского епископа Эуфратас, который построил большую базилику в середине VII века. Нападение Харун ар-Рашида в конце VIII века привело к установлению арабской гегемонии на острове. В 796 году случилось землетрясение, которое разрушило остатки и так уже почти заброшенного города. Краткая оккупация латинян, привела к созданию здесь католического диоцеза, существующего теперь как титулярная епархия.
Выставки 1993 и 1994 годов, и особенно всеобъемлющая выставка 2004 года в Музее кикладского искусства в Афинах, дала широкой общественности представление об Элефтерне. На недавней выставке в Лувре была представлена «Дама из Осера» (VII век до н. э.), место обнаружение которой неизвестно, но предполагается, что это Элефтерна. Также в Элефтерне была найдена могила VII века до н. э. со скелетами мужчины и женщины, в которой находилось более 3000 золотых лепестков размером от 0,5 до 3 сантиметров, украшенных орнаментом и, вероятно, нашитых на саван.